# John C. Houbolt
John Cornelius Houbolt (10 d'abril de 1919 – 15 d'abril de 2014) fou un enginyer aeroespacial, líder de l'equip que va idear el mode de missió d'encontre en òrbita lunar (LOR), un concepte que es va fer servir per aconseguir portar humans reeixidament a la Lluna i fer que retornessin a la Terra. Wernher von Braun donà suport al camí de missió el juny de 1961, i es va escollir pel programa Apollo a principis de 1962. La decisió crítica d'utilitzar LOR es va veure com a vital per assegurar-se que l'home pogués trepitjar la lluna al final de la dècada, tal com va proposar el President John F. Kennedy. En el procés, LOR va permetre estalviar temps i bilions de dòlars fent servir eficientment la tecnologia existent.
Morí el 2014 a causa de la malaltia de Parkinson.